# Боніфацій IV (маркграф Тосканський)
Боніфацій IV (бл.985—6 травня 1052) — маркграф Тосканський в 1027—1052 роках, найбільш могутній князь Північної Італії. Був правителем Брешії, Каносси, Феррари, Флоренції, Лукки, Мантуї, Модени, Пізи, Пістої, Парми, Реджо і Верони.

## Біографія
Був сином маркграфа Тедальда і Вілли з Болоньї. Його лангобардські предки впродовж багатьох поколінь мали замок у Каноссі та володіли Моденою.
У 1014 році Боніфацій допоміг імператору Священної Римської імперії Генріху II подолати маркграфа Іврейського Ардуїна, який проголосив себе королем Італії. У 1016 році Боніфацій разом з імператором боровся проти маркграфа Туринського Ульріка Манфреда II.
1027 року підтримав кандидатуру Конрада II на престоли короля Італії та імператора Священної Римської імперії, виступивши проти інших кандидатів: герцога Аквітанського Вільгельма V, королів Франції Роберта II та Гуго II Магнуса.
Боніфацій придушив бунтівні міста Павію та Парму, а тому імператор уклав з ним договір, відповідно до якого фактично визнав незалежність маркграфа. У 1046 році з пошаною зустрів Генріха III, який прибув до Італії коронуватись імператором.

## Родина
1 Дружина — Ріхільда, дочка графа Бергамського Гізельберта, яка померла в 1034, не залишивши йому дітей.
2 Дружина (з 1037 року) — Беатриса, дочка герцога Лотаринзького Фрідріха II
Діти:
- Беатриса (?—1053)
- Фрідріх (?—1055), маркграф Тосканський
- Матільда (1046—1115), маркграфиня Тосканська